# Elektrodynamické zabezpečovací zařízení
Elektrodynamické zabezpečovací zařízení (ve starších pramenech označované jako elektrické a v německých zemích známé pod označením elektromechanické, slangově dynamika) je druh staničního zabezpečovacího zařízení používaného na železnici. Vzniklo jako další stupeň vývoje staršího elektromechanického zabezpečovacího zařízení v 90. letech 19. století, zejména z důvodu potřeby využití tehdy nových elektromotorických přestavníků výhybek.

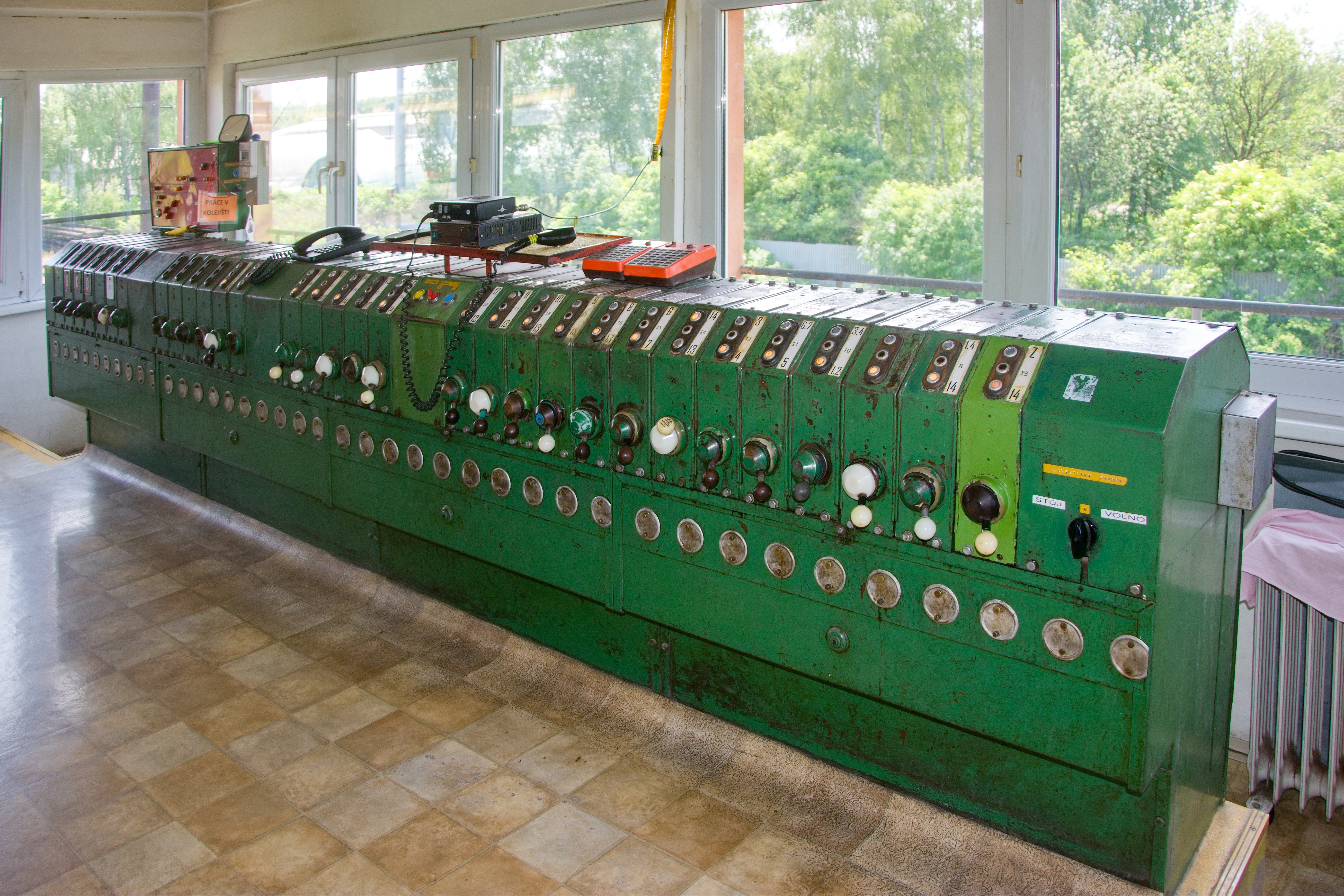
Elektrodynamické stavědlo z roku 1945 ve Vítkovicích horním nádraží

Výluky jízdních cest a závislosti ovládacích řadičů vnějších prvků ZZ ve stavěných cestách jsou nadále zprostředkovávány mechanicky pomocí závislostních pravítek (registrů) v pravítkových skříních, ale z důvodu plnohodnotného využití elektrických prvků (přestavníky, kolejové obvody...) je přidána i vrstva závislostí zprostředkovávaných výhradně elektricky. Rovněž závislosti mez jednotlivými stavědlovými přístroji ve stanice jsou u stavědlových přístrojů nových typů zprostředkovávány výhradně elektricky, tedy odpadla nutnost použití hradlových závěrů.
Jedná se o staniční zabezpečovací zařízení II. kategorie, vlakové cesty jsou zabezpečené a na některých stavědlech je kontrolována i volnost vlakové cesty pomocí kolejových obvodů; posun je nezabezpečený, návěst Posun dovolen lze rozsvítit nezávisle na poloze výhybek.

## Vývoj
Se stoupající intenzitou železniční dopravy na konci 19. století a s tím souvisejícím rozrůstáním železničních stanic do větších rozměrů, vyvstala potřeba nahradit fyzicky namáhavé přestavování výhybek mechanickými přestavníky pomocí stavěcích pák a drátovodů. Nabízelo se několik způsobů, jak výhybky přestavovat - pomocí stlačeného vzduchu (elektropneumatické zabezpečovací zařízení), stlačené kapaliny (elektropneumatická zabezpečovací zařízení) a konečně i pomocí elektrického motoru. Hydraulické stavění výhybek, zejména pro svou přílišnou technickou složitost, větší popularity nedosáhlo (u nás k jeho použití nedošlo), stlačený vzduch byl o něco úspěšnější (několik takových stavědel fungovalo například na Slovensku), ale nejlepším řešením se ukázalo použití elektřiny. 
Při elektrickém přestavování výhybek však není mezi ovládacím prvkem (např. kličkou) a přestavovaným prvkem (výhybkou, výkolejkou...) přímá mechanická závislost, jaká byla u přestavníků mechanických a s níž pracovalo mechanické i elektromechanické zabezpečovací zařízení - zatímco přeložená stavěcí páka se zaklesnutou ruční západkou jasně říká, že výhybka je přestavená do požadované polohy, přeložená klička elektrického přestavníku tuto vlastnost nemá, o správném přestavení výhybky informuje až elektrická indikace, provedená pomocí barevné clonky nebo žárovky.
Uvedený problém byl řešen nejdříve prostým dosazováním těchto prvků na původní mechanická a elektromechanická stavědla, avšak postupem času stále více mechanických prvků z přístrojů ubývalo a byly nahrazovány prvky čistě elektrickými, které mezi sebou dokázaly zajistit lepší spolupráci. Tento bod je považován za bod vzniku elektrodynamických stavědel.
První elektrodynamická stavědla používala pro zřízení závislostí mezi jednotlivými stavědlovými přístroji ve stanice stále ještě hradlové závěry převzaté ze stavědel elektromechanických, i tyto se však postupem času přestaly používat a došlo k jejich nahrazení čistě elektrickou závislostí. Jediným mechanickým prvkem, který se zachoval i u elektrodynamických stavědel moderní konstrukce jsou pravítkové skříně se závislostními pravítky, které zprostředkovávají výluky vzájemně se ohrožujících vlakových cest a závislosti polohy vnějších prvků ve vlakové cestě. Přibližně od roku 1907 se začala budovat elektrodynamická stavědla v moderní podobě kdy je ovládání provedeno pomocí barevných otočných řadičů vyčnívajících z přední části stavědlové skříně. V roce 1912 byl (pravením přístroje z roku 1907) uveden přístroj Siemens & Halske typ 1912, který se stal nejrozšířenějším typem elektrodynamického stavědla. 
Pro ovládání větších železničních stanice, kde by jednořadé stavědlo dosáhlo přílišné délky a stalo by se tím pro obsluhu nepřehledným a nepohodlným, byla dalším vývojem v letech 1920-1940 uvedena nejprve dvouřadá a následně i čtyřřadá elektrodynamická stavědla, která se stala vrcholem konstrukce elektrodynamických stavědel. U těchto stavědel jsou ovládací řadiče umístěny na vodorovném ovládacím stole ve dvou resp. čtyřech řadách nad sebou, čímž se značně zmenšila velikost ovládacího přístroje. Funkční princip je zachován i nadále stejný.
Ačkoliv elektrodynamická stavědla byla ve své době moderní zabezpečovací zařízení, které umožňovalo zvýšení propustnosti stanic a odstraňovalo namáhavou práci signalistů, popularity elektromechanických stavědel nikdy nedosáhla. Na našem území byla vybudována jen v několika stanicích, v Německu bylo (a dosud je) rozšíření větší. Mohla za to především složitější údržba, která vyžadovala kvalifikované udržující pracovníky; vyšší pořizovací cena a nutnost stálého napájení elektrickou energií (což v řadě stanic představovalo ve své době problém). Souběžně s jejich existencí tak řada železničních správ i nadále nově zřizovala starší (avšak levnější, jednodušší a osvědčená) elektromechanická zabezpečovací zařízení. Vývoj elektrodynamiky pak definitivně ukončila reléová zabezpečovací zařízení postupně budovaná od roku 1950.

## Popis
Elektrodynamická stavědla moderního typu se v zásadě rozlišují na jednořadá a víceřadá (tj. dvouřadá a čtyřřadá) stavědla. Ovládací prvky tvoří v obou případech otočné řadiče, rozdíl je v jejich umístění.

### Jednořadá stavědla

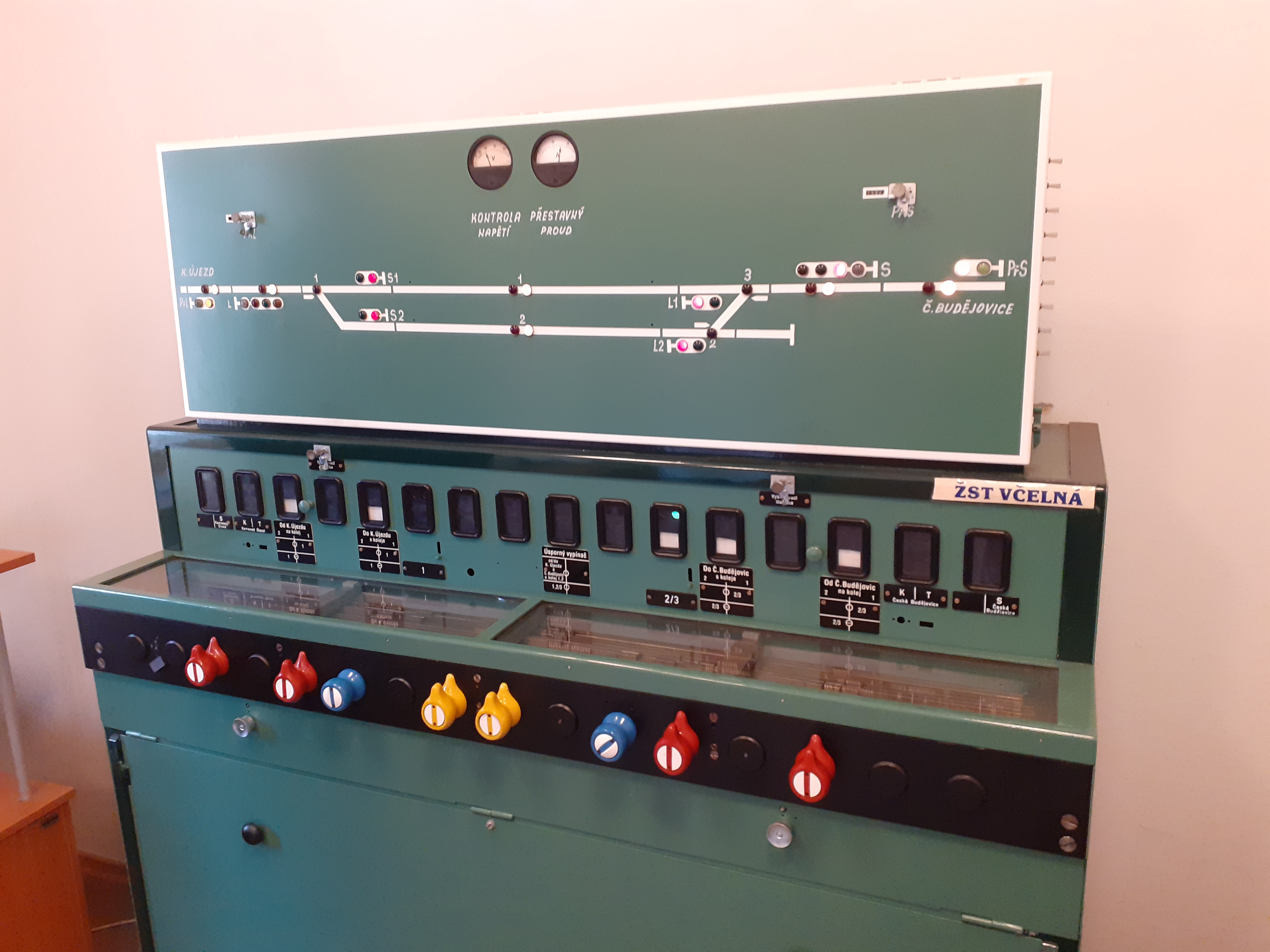
Jednořadé elektrodynamické ústřední stavědlo

U jednořadých stavědel jsou řadiče umístěny na přední části stavědlové skříně. Pro obsluhu je nutné nejprve řadič povytáhnout, čímž dojde k jeho uvolnění, následně s ním otočit vlevo nebo vpravo a po dokončení obsluhy ho zasunout, čímž dojde k jeho opětovnému zapevnění. Jednotlivé typy řadičů jsou popsány níže v samostatné kapitole. V ose řadičů jsou pod skleněným krytem umístěna závislostní pravítka, která probíhají celou délkou stavědlového přístroje a zprostředkovávají mechanicky závislosti poloh vnějších prvků ve vlakové cestě a výluky jízdních cest. Na každým řadičem je umístěn štítek s popisem funkce řadiče a případně též s vyznačením dalších prvků, které je před přeložením řadiče nutné nejprve přestavit do požadované polohy (např. polohy výhybek a nutnost udělení souhlasů). Účel řadiče vyjadřuje také tvar a barva jeho rukojeti. Nad štítkem je pro každý umístěno kontrolní okénko, které pomocí barevné clonky nebo žárovky signalizuje stav řadiče (polohu výhybky, uzavření závěru jízdní cesty, udělení souhlasu...). V horní části stavědlového přístroje mohou být umístěna nadstavbová tlačítka sloužící například pro rozsvícení návěsti Posun dovolen na návěstidlech, obsluze přivolávacích návěstí apod. Stavědlové přístroje bývají také doplněny indikační deskou, na které je vyobrazeno schéma kolejiště v obvodu příslušného stavěla a indikační prvky (makety) světelných návěstidel. Není-li na stavědle indikační deska, jsou kontroly návěstidel umístěny v samostatné skřínce.
Vyskytují se jako samostatná ústřední stavědla (z ústředního stavědla obsluhuje výpravčí - někde i společně se signalistou - výhybky v celé stanici), řídící stavědlo + závislá stavědla (z řídícího stavědla obsluhuje výpravčí - někde i společně se signalistou - výhybky v jedné části stanice a zároveň uděluje příkazy a souhlasy pro závislá stavědla, z nichž signalisté obsluhují výhybky v jiné část stanice) nebo řídícího přístroj + závislá stavědla (z řídícího přístroje uděluje výpravčí příkazy a souhlasy závislým stavědlům, avšak sám neobsluhuje žádné výhybky; výhybky obsluhují ve svých obvodech signalisté ze závislých stavědel).

### Víceřadá stavědla
U víceřadých stavědel jsou řadiče umístěny na vodorovném ovládacím stole v několika řadách nad sebou a vedle sebe. Pro obsluhu je nutné řadič nejprve stlačit, čímž dojde k jeho uvolnění, následně s ním otočit vpravo nebo vlevo a po dokončení obsluhy stlačení řadiče uvolnit, čímž se vrátí do původní polohy a dojde k jeho opětovnému zapevnění. Jednotlivé typy řadičů jsou popsány níže v samostatné kapitole. Závislostní pravítka jsou umístěna za ovládacím stolem stavědlového přístroje přibližně v úrovni podlahy stavědla a pravítková skříň je opět shora opatřena skleněným krytem. Závislostní pravítka zprostředkovávají mechanicky závislosti poloh vnějších prvků ve vlakové cestě a výluky jízdních cest. Účel řadiče je vyznačen na jeho rukojeti barevnou tečkou (barevnými tečkami) a přesněji definován nápisem u řadiče ve všech jeho polohách. Stav řadiče vyjadřují barevné kontrolní žárovky umístěné nad každým řadičem. V horní části stavědlového přístroje mohou být umístěna nadstavbová tlačítka sloužící například pro rozsvícení návěsti Posun dovolen na návěstidlech, obsluze přivolávacích návěstí, žádosti o souhlas apod. Stavědlové přístroje mohou být také doplněny indikační deskou, na které je vyobrazeno schéma kolejiště v obvodu příslušného stavěla a indikační prvky (makety) světelných návěstidel. Není-li na stavědle indikační deska, jsou kontroly návěstidel umístěny v samostatné skřínce.
Vyskytují se nejčastěji samostatná ústřední stavědla, přičemž ve velkých stanicích může být i více ústředních stavědel obsluhovaných několika výpravčími, která si vzájemně udělují souhlasy.

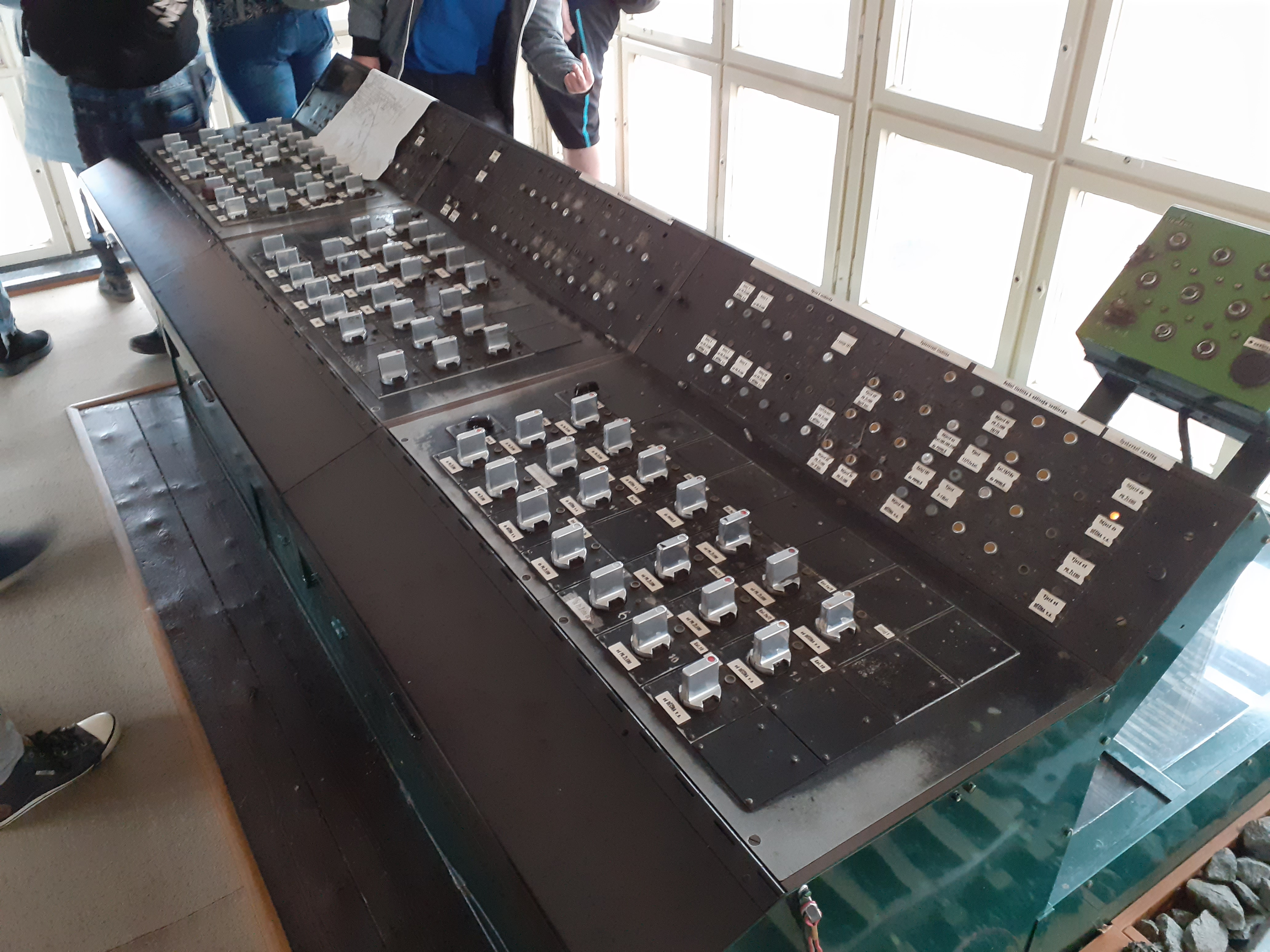
Čtyřřadé elektrodynamické stavědlo VES (1941)

## Typy řadičů

##### Jednořadá stavědla
Na ústředních, řídících a závislých stavědlech se používají například tyto řadiče:
- výhybkové řadiče (modrá rukojeť, na čele modrý pruh) slouží k obsluze výhybek a výkolejek, otáčí se o 90° doprava; je-li výhybka postavena v základní („+“) poloze, stojí modrý pruh svisle, v opačné („-“) poloze stojí pruh vodorovně. Řadič je označená číslem výhybky (výhybek, výkolejky). Kontrolní clonka v okénku nad řadičem je v základní poloze bílá v opačné poloze červená (bílá = výhybka je správně přestavená do koncové polohy a její polohy odpovídá poloze řadiče, červená = výhybka není správně přestavena do koncové polohy odpovídající poloze řadiče). U některých výhybek může být zřízen v okénku i modrý jazýček, který indikuje, že je kolejový obvod výhybky volný. Kontrolní clonka může být nahrazena žárovkou.
- výhybkové souhlasové řadiče (žlutá rukojeť s výstupkem, na čele žlutý šíp) slouží k předání obsluhy některých výhybek na pomocné stavědlo nebo na jiné stavědlo, otáčí se o 45° na jednu nebo obě strany
- závěrné řadiče (zelená rukojeť s výstupkem, na čele zelený šíp) slouží k provedení mechanického závěru výměn, otáčí se o 45° na jednu nebo obě strany.
- návěstní řadiče (červená rukojeť s výstupkem, na čele červený šíp) slouží k provedení závěru vlakové cesty a postavení návěstidla na návěst dovolující jízdu vlaku, otáčí se o 90° na jednu nebo obě strany
- hlavní (sdružené) řadiče (červená rukojeť s výstupkem, na čele červený šíp) na přístrojích novějšího provedení sdružují funkci návěstního a závěrného řadiče, tj. provádějí zapevnění výhybek, závěrní jízdní cesty a postavení návěstidla na návěst dovolující jízdu vlaku, otáčí se o 90° na jednu nebo obě strany. Označený je názvem vlakové cesty, kontrolní clonka je v základní poloze bílá (= není uskutečněn závěr cesty) v opačné poloze zelená (= je uskutečněn závěr cesty). Na závislých stavědlech má v horní části okénka clonku s číslem koleje, která určuje na kterou kolej byla výpravčím nařízena vlaková cesta.
- souhlasové řadiče pro vlakovou cestu (červená rukojeť s výstupkem, na čele červený šíp) na řídícím stavědle slouží k určení koleje na kterou má být závislým stavědlem postavena vlaková cesta a k uvolnění návěstního řadiče; otáčí se o 45° na jednu nebo obě stran

Na řídících přístrojích se používají tyto řadiče:
- volič vlakové cesty (zelená rukojeť s výstupkem, na čele zelený pruh) slouží k určení koleje na kterou má být vlaková cesta postavena, otáčí se o 45 nebo 90° na jednu nebo obě strany (tj. má až 5 poloh), kontrolní clonka je v základní poloze bílá (= není proveden závěr cesty) v opačné poloze zelená (= je proveden závěr cesty)
- směrový řadič (červená rukojeť s výstupkem, na čele červený šíp) slouží k určení směru vlakové cesty a uvolnění návěstního řadiče na závislé stavědlo

Na řídících stavědlech a řídících přístrojích mohou být ještě navíc řadiče pro obsluhu hradlového poloautomatického bloku. Jeden řadič slouží jako počáteční (v jedné poloze) a koncové (v druhé poloze) traťové hradlo. Druhý řadič jako traťové souhlasové hradlo. Spolupráce je realizována pomocí otočných hradlových závěrů.

### Víceřadá stavědla
Na víceřadých stavědlech se používají například následující řadiče:
- výhybkové řadiče (modrá tečka) slouží k obsluze výhybek a výkolejek, otáčí se o 90° doprava; v základní poloze je rukojeť postavená užší stranou k obsluhujícímu zaměstnanci, v opačné poloze širší stranou. Správné přestavení výhybky do polohy souhlasné s polohou řadiče indikuje svícení bílé žárovky u řadiče, není-li výhybka správně přestavená, světlo nesvítí. Obsazení kolejového obvodu výhybky indikuje svícení červené žárovky. Výhybky opatřené elektromagnetickým závorníkem mají ještě zelenou a bílou žárovku pro kontrolu závorníku - zelená oznamuje, že je výhybka uzávorovaná ve vlakové cestě, bílá pak poruchu závorníku.
- hlavní řadič (červená tečka) uzavírá vlakovou cestu a přestavuje návěstidlo na návěst dovolující jízdu, otáčí se o 90°na jednu nebo obě strany. Doplněn je bílou a oranžovými indikačními žárovkami. Bílá žárovka e rozsvítí při otáčení řadiče, jsou-li splněny všechny podmínky pro uskutečnění závěru vlakové cesty a zhasíná v okamžiku projetí vlakové cesty vlakem, kdy je možné řadič vrátit do základní polohy. Oranžová žárovka informuje, že jsou přijaty všechny potřebné souhlasy pro danou vlakovou cestu.
- souhlasový řadič (zelená tečka) slouží k udělování souhlasů mezi stavědly, bílá žárovka indikuje udělení souhlasu, zhasíná po projetí vlakové cesty, kdy je možné souhlas zrušit, otáčí se o 45° na jednu nebo obě strany.

## Obsluha

### Ústřední stavědlo
Na jednořadém ústředním stavědle je postup obsluhy ve vlakové cestě následující:
- Obsluhující pracovník (signalista nebo výpravčí) přestaví pomocí výhybkových řadičů výhybky pro zamýšlenou vlakovou cestu podle závěrové tabulky. Předepsaná poloha výhybek je vyznačena na štítku hlavního řadiče (resp. závěrného řadiče u starších přístrojů) příslušné vlakové cesty.
- Výpravčí začne otáčet hlavním řadičem, čímž se nejprve zkontroluje mechanicky správně postavení výhybkových řadičů a jestli není postavena jiná vzájemně vyloučená jízdní cesta, následně v poloze 30° elektricky zkontroluje všechny podmínky pro danou vlakovou cestu (souhlas polohy výhybek s řadičem, volnost kolejových obvodů, jsou-li instalovány...). Je-li elektrická kontrola úspěšná povolí elektromagnet další otáčení řadiče. V poloze 45° dojde k provedení závěru jízdní cesty, změní se clonka z bílé na zelenou a řadič je zapevněn proti otočení zpět (cestu již tedy nelze zrušit). V poloze 68° dojde k opětovné elektrické kontrole a pokud je i ta úspěšná, dojde k postavení návěstidla na návěst dovolující jízdu. Pohyb řadiče končí v poloze 90°. V případě hrozícího nebezpeční lze kdykoliv vrátit řadič do polohy 45°, čím dojde k přestavení návěstidla na návěst Stůj, zrušení závěru výměn lze však provést až po projetí vlaku nebo nouzově plombovaným tlačítkem.
- Vjíždějící vlak obsadí první kolejový obvod nebo první izolovanou kolejnici, čímž dojde k samočinnému přestavení návěstidla na návěst Stůj.
- Jakmile vlak projede celou postavenou vlakovou cestu, tj. obsadí a následně uvolní poslední kolejový obvod ve vlakové cestě nebo poslední izolovanou kolejnici, dojde ke zrušení závěru výměn. Clonka se změní ze zelené na bílou a řadič se uvolní, zároveň se rozezní zvukové znamení upozorňující na možnost zrušení cesty.
- Výpravčí přeloží řadič zpět do základní polohy, což uvolní řadiče výhybek. Zabezpečovací zařízení je v základním stavu.

U stavědlových přístrojů staršího provedení se před obsluhou hlavního (návěstního) řadiče musí provést zapevnění výhybek závěrným řadičem, jinak je postup obsluhy stejný.
Na víceřadém ústředním stavědle je postup obsluhy ve vlakové cestě následující:
- Výpravčí nařídí signalistovi postavení výhybek pro požadovanou vlakovou cestu.
- Signalista postaví pomocí výhybkových řadičů výhybky podle závěrové tabulky.
- Výpravčí začne otáčet hlavním řadičem, čímž nejprve provede mechanickou kontrolu správného postavení výhybkových řadičů a jestli není postavena jiná vzájemně vyloučená jízdní cesta. Otočením řadiče do polohy 45° zařízení provede kontrolu elektrických závislostí. Pokud je kontrola úspěšná uvolní elektromagnet řadič pro další otáčení o čemž je výpravčí informován rozsvícením bílé žárovky. Dalším otáčením dojde k zapevnění řadiče proti otočení zpět (provedl se závěr cesty) a přestavení návěstidla na návěst dovolující jízdu vlaku.
- Vjíždějící vlak obsadí první kolejový obvod nebo první izolovanou kolejnici, čímž dojde k samočinnému přestavení návěstidla na návěst Stůj.

- Jakmile vlak projede celou postavenou vlakovou cestu, tj. obsadí a následně uvolní poslední kolejový obvod ve vlakové cestě nebo poslední izolovanou kolejnici, dojde ke zrušení závěru výměn. kontrolní žárovka zhasne a řadič se uvolní, zároveň se rozezní zvukové znamení upozorňující na možnost zrušení cesty.

- Výpravčí přeloží řadič zpět do základní polohy, což uvolní řadiče výhybek. Zabezpečovací zařízení je v základním stavu.

Ve větších stanicích mohou být složitější vlakové cesty rozděleny na více hlavních řadičů a po průjezdu vlaku je možné je zrušit postupně, čímž se zvyšuje propustnost stanice. Je to jakýsi předchůdce postupného rozpadu cesty u reléového zabezpečovacího zařízení.

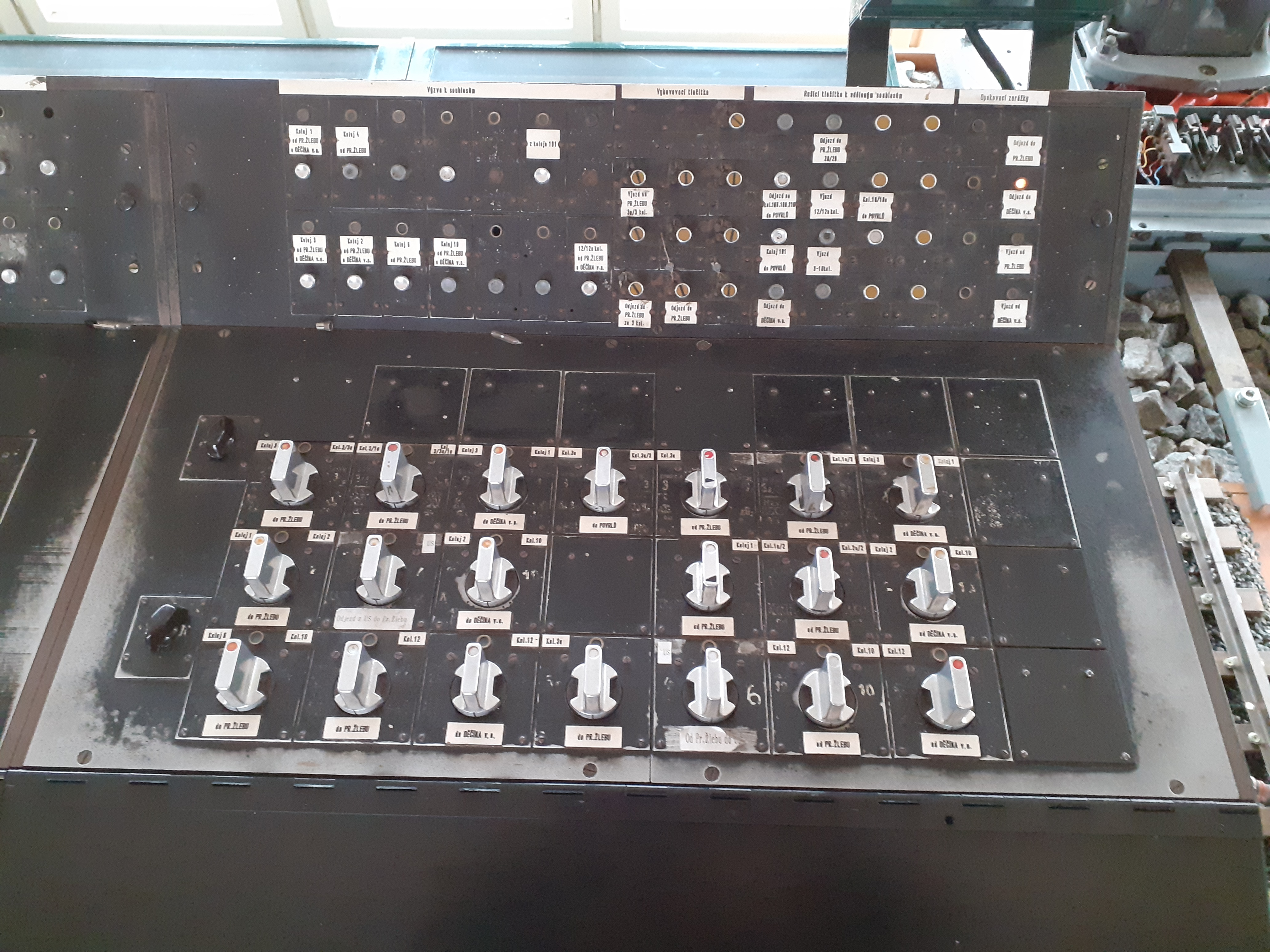
Hlavní řadiče na čtyřřadém ústředním stavědle

### Řídící stavědlo + závislá stavědla
V obvodu řídícího stavědla probíhá příprava vlakové cesty jako na ústředním stavědle.
Pro přípravu vlakové cesty v obvodu závislého stavědla musí výpravčí na řídícím stavědle souhlasovým řadičem dát příkaz k přípravě vlakové cesty. To se na závislém stavědle projeví vypadnutím clonky s číslem určené koleje nad příslušným hlavním řadičem. Signalista postaví výhybky do polohy podle závěrové tabulky a hlavním řadičem postaví vlakovou cestu, postup je shodný s hlavním řadičem na ústředním stavědle a stejné je rovněž rušení cesty. Zrušení cesty výhybkářem se projeví na clonce souhlasového řadiče na řídícím stavědle a výpravčí jej může vrátit do zákalní polohy.

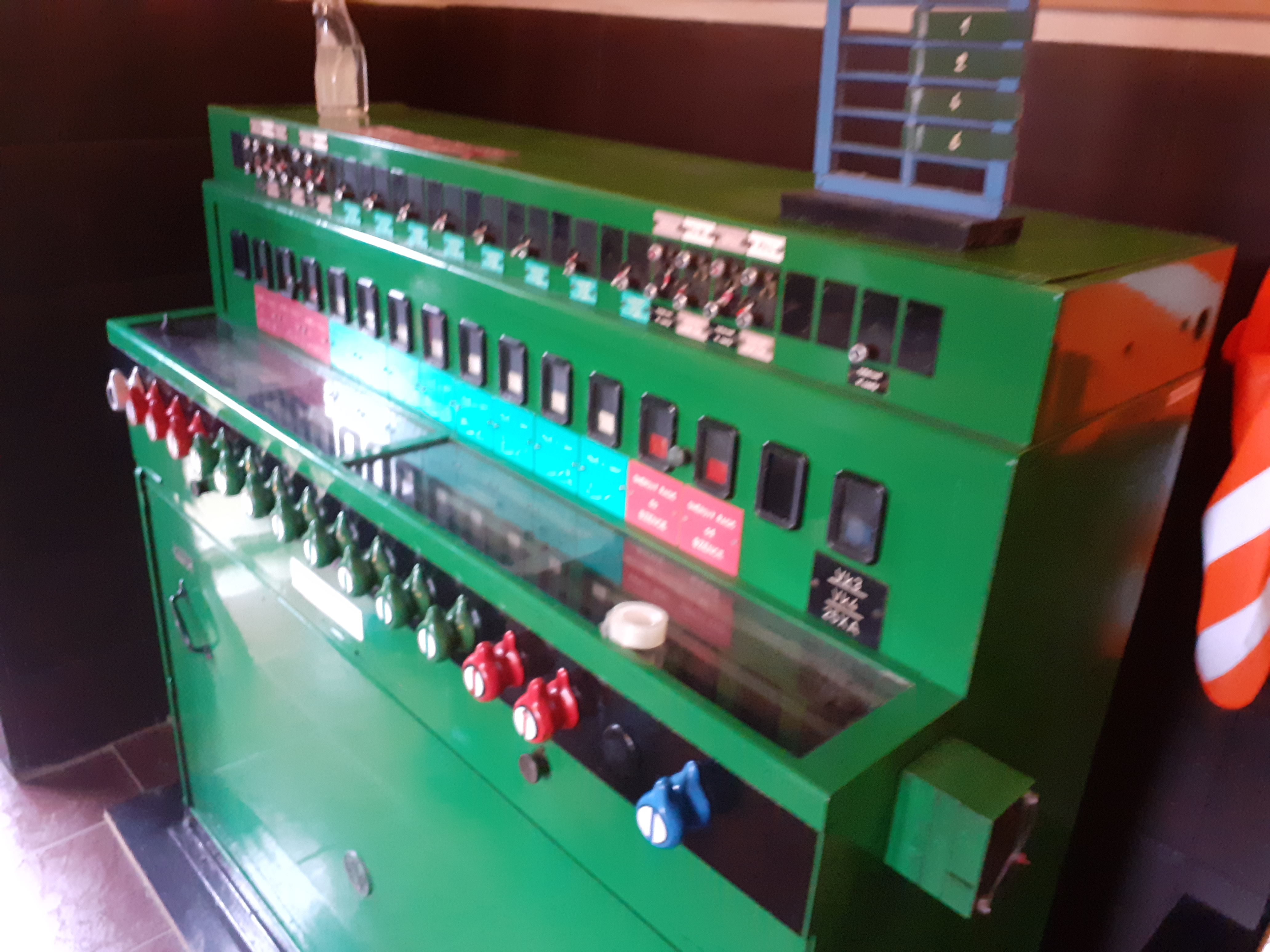
Řídící přístroj

### Řídící přístroj + závislá stavědla
- Výpravčí na řídícím přístroji určí voličem vlakové cesty kolej na kterou má být vlaková cesta postavena a následně obslouží směroví řadič, čímž uvolní návěstidlo pro závislé stavědlo.
- Na závislém stavědle vypadne clonka s číslem koleje. Signalista postaví výhybky podle závěrové tabulky, zapevní výhybky závěrným řadičem a návěstním řadičem provede závěr vlakové cesty a postavení návěstidla na navést dovolující jízdu vlaku.
- Vjíždějící vlak obsadí první kolejový obvod nebo první izolovanou kolejnici, čímž dojde k samočinnému přestavení návěstidla na návěst Stůj.
- Jakmile vlak projede celou postavenou vlakovou cestu, tj. obsadí a následně uvolní poslední kolejový obvod ve vlakové cestě nebo poslední izolovanou kolejnici, dojde ke zrušení závěru výměn. Clonka se změní ze zelené na bílou a řadič se uvolní, zároveň se rozezní zvukové znamení upozorňující na možnost zrušení cesty.
- Signalista přeloží řadič do základní polohy, čímž se uvolní řadiče výhybek, zabezpečovací zařízení je v základním stavu.
- Zrušení vlakové cesty signalistou se projeví na clonce řadičů řídícího přístroje a tyto se uvolní. Výpravčí uvede směrový řadič i volič vlakové cesty do základní polohy.